# عبيد منور
عبيد منور الرشيدي، من مواليد 26 مارس 1983، لاعب كرة قدم كويتي سابق
الأنديـة
الساحل الكويتي من 1994 حتى 2010...
صلاله العمـاني من نوفمبر 2010 حتى يناير 2011..
العربي الكويتي من يناير 2011 حتى الآن

## البدايـة
بدأ عبيد منور مشـواره الرياضي في نـادي الساحل عـام 1991 كلاعب ألعـاب قوى وبعدها بثلاث مـواسـم ذهب إلى نـادي الشباب للعب بفريق القـدم للناشئين
حتى أتى إليـه قريبه لاعب الساحل انذاك يوسف دابـس وأخذه إلى النـادي بعـد محاولات من نـادي الشباب لتسجيله رسميآ باتت بالفشل وشـارك في مركز الوسط
مع نـادي الساحل كصـانع ألعـاب وذلك لتعلقه الشديـد في عبيـد الشمري لاعب القادسيـة والمنتخب الوطني وكـان عبيـد ملفت للأنظار حتى تـم ضمه لمنتخب
الناشئيـن بفتـرة صغيـرة من أنضمامه للسـاحل وكان صانعآ للألعـاب حتى أتى مدرب المنتخب للناشئين وقتها رادي ووضعـه في الأرتكـاز نظرآ لقلة اللاعبين
في هذه الفئة العمريـة والأبتعاد عن الأعتمـاد على صانع الألعاب وقتهـا ورأ رادي فيه إنه لاعب يملك بنيـة جسمانيـة أفضل من غيره اللاعبين بعمـره وشارك
عبيـد مع ناديه في مركزه الجديـد وأختيـر لأول مره لقائمـة الفريق الأول بنـادي الساحل عـام 1999 وهو بالسـادسه عشـر من قبل المدرب الوطني العصفور
الذي أشركـه مع الفريق في بعض مباريـات الدوري حتـى أخذ فرصتـه عـام 2000 وكـان عبيد يشـارك مع الفريق الأول والشبـاب بمعدل ثلاث مباريات
بالأسبـوع وهذا ماجعله يكتسب خبـرة في قيـادة فريق الشباب آنذاك وقـد اكتشف صالح العصفور مركزآ جديـد لعبيـد وهو مركز الظهير الأيـمن وقلب الدفاع
فمـرة كـان يشـركه في الظهير الأيمن وقلب الدفـاع نظرآ للنقص الذي يـواجه من اللاعبيـن وقتهـا حتـى عـام 2006 الـذي أثبت نفسـه بمركز قلب الدفـاع
وأصبح ركيزة لاغنـى عنها في النـادي وفي عـام 2008 حمـل عبيـد منور شـارة قائد الفريق وهو في الخامسة والعشريـن للأقدمية رغـم تواجد لاعبين أكبر
منه سنآ حتى حملهآ رسميآ بعـد أعتزال سعد ضميـد الموسم الماضي.

## عبيد والمنتخب
شـارك عبيـد منـور في منتخبات المراحل السنيـة من أعـوام 1997 حتـى 2002 وتـم ضمـه للمنتخب الأول لأول مره عـام 2007 من قبل الوطني صالح زكريا
شيخ المدربيـن الذي صـرح للأعلام إنه وجـد لاعب تحت الظلام في الرياضـة الكويتيـة وتعـود قصـة أنضمامه الغريبـه أن المدرب صالح زكريا أختـار قائمة
تضـم خمسيـن لاعب ليتـم تصفيتهم في مباريـات وديـة مع الأندية ولم يكـن عبيد معـهم حتى أتت مبـارة لمنتخب الكويت أمـام الساحل والذي بـرز بها عبيد ليضمه
للمنتخب الأول ويعطيـه الفرصـة في المباريـات حتى تـم ضمـه رسميآ للمنتخب الأول المشـارك في الدورة العربية في القاهرة عـام 2007 والتي شطبت الكويت
من المشـاركـة نظرآ لوقف النشاط الرياضي بهـا، وفي عـام 2009 تـوقع الجميـع أنضمام عبيد للمنتخب لبروزه مع ناديـه لكـن لم يتـم أختيـاره وصـرح مساعد
مـدرب المنتخب عبد العزيز حمـاده إن عبيـد غـاب عن فريقه لفترات طويلـة والمبكي المضحك أن قبل الأختيـار بأيـام قـاد عبيد فريقه الساحل بالفوز على التضامن
في كأس ولي العهـد وهو صاحب الهـدف.